# Apex Digest
Apex Magazine, eredetileg Apex Digest, egy amerikai horror és sci-fi magazin. 2005-ben jelent meg először Lexingtonban (Kentucky).
Jelenleg szabadon olvasható webzine-bént funkcionál
A magazin szerkesztője Jason Sizemore.

## Írói
Neil Gaiman, Poppy Z Brite, Cherie Priest, Eugie Foster, Ben Bova, William F. Nolan, Sara King, Brian Keene és mások.
Apex Online: Steven Savile, Scott Nicholson, Sara King, és Lavie Tidhar.

## Könyvek
2006-ban Apex Digest antológiák kiadásába kezdett. Ezek a következők:
- Grim Trixter - 2006 október
- Aegri Somnia - 2006 december
- Temple: Incarnations - 2007 február
- Hebrewpunk - 2007 október
- Gratia Placenti - 2007 december
- Unwelcome Bodies - 2008 február
- The Next Fix - 2008 április
- Orgy of Souls - 2008 június
- Mama's Boy and Other Dark Tales - 2008 június
- Beauty & Dynamite - 2008 június
- I Remember the Future: The Award-Nominated Stories of Michael A. Burstein - 2008 november
- Courting Morpheus - 2008 október
- Catacombs and Photographs - 2008 október

## Tervezett
- The Monster Within Idea - 2009 február
- Open Your Eyes - 2009 április
- Convent of the Pure - 2009 április
- Prime - 2009 nyara
- Harlan County Horrors - 2009 október

## Külső hivatkozások
- Apex Publications
- Apex-Online